# Kot w butach (film 2011)

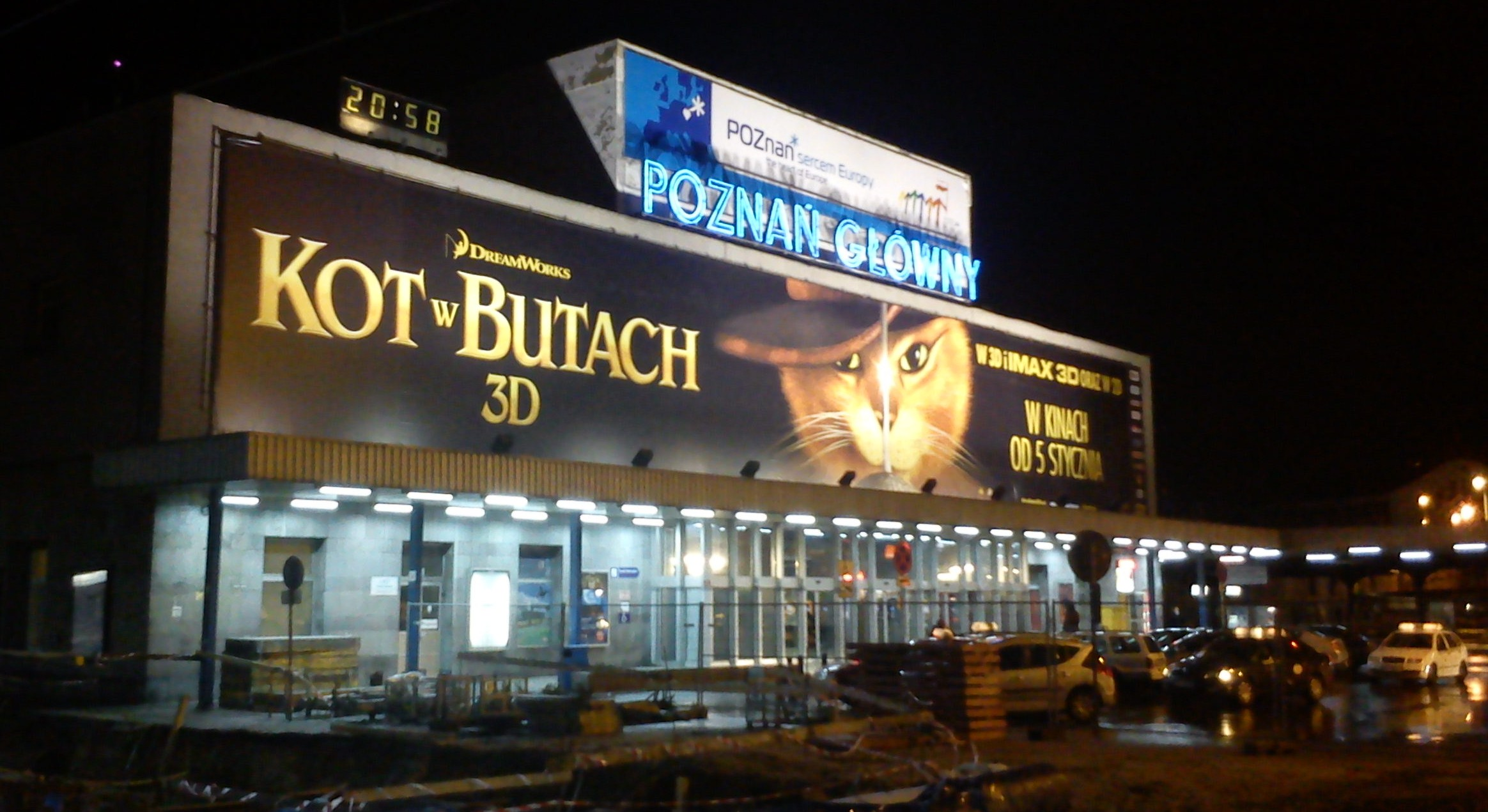
Dworzec Poznań Główny przed premierą filmu

Kot w butach (ang. Puss in Boots) – amerykański film animowany komputerowo z 2011 roku. Film opowiada o wczesnych przygodach Kota, jeszcze zanim poznał Shreka. Specjalizujący się w szermierce rudy bohater organizuje skok, którego celem jest kradzież mitycznej gęsi znoszącej złote jaja.

## Fabuła
Film przedstawia losy słynnego Kota jeszcze przed spotkaniem Shreka. Jako kocię mieszka on w sierocińcu. Zostaje wrobiony przez swego przyjaciela, Humpty Dumpty’ego, w kilka przestępstw, przez co jest zmuszony do ucieczki z miasta. Postanawia odszukać legendarną gęś znoszącą złote jaja. Gdy dowiaduje się, gdzie jest magiczna fasola, która ma pomóc mu w odnalezieniu zwierzęcia, wybiera się po nią do małżeństwa, którego wszyscy się boją. Podczas próby kradzieży nasion spotyka innego kota, który przeszkadza mu w realizacji planu. Okazuje się, że kot ten to naprawdę kocica i pracuje dla Humpty’ego. Humpty chce wyruszyć razem z nimi w podróż po gęś. Kot ulega i razem z nowo poznaną kotką Kitty Kociłapką i Humptym wyrusza w niezapomnianą przygodę.

## Postacie
- Kot w butach (Puszek) – główna postać, bohater wszystkich filmów o Shreku (oprócz pierwszej). Mieszkał w sierocińcu. Był zmuszony do ucieczki z miasta po tym, jak został wrobiony w rozmaite przestępstwa przez swojego najlepszego przyjaciela. Pragnie zdobyć magiczną fasolę, aby odszukać legendarną gęś znoszącą złote jaja. Na swojej drodze napotyka dawnego, znienawidzonego przyjaciela oraz nowo poznaną Kitty Kociłapkę. Wspólnie ruszają na poszukiwania zwierzęcia.
- Humpty Dumpty – najlepszy przyjaciel Kota z sierocińca. Jest jajkiem. Niegdyś wrabiał Kota w liczne przestępstwa, przez co rudy kolega go znienawidził. Mimo to podczas spotkania po latach, decydują się na współpracę. Humpty jest jednak przebiegły, chciwy i samolubny. Nie interesuje go przyjaźń z Kotem. Ma rozbudowany plan jak zdobyć złotą gęś. Całe życie siał fasolę, aby wreszcie zdobyć tą magiczną. Pod koniec filmu wykazał się jednak dobrym sercem, ponieważ kiedy Kot próbował uratować jednocześnie złotą gęś i jego, Humpty dobrowolnie zdecydował się na śmierć, po czym zamienił się w złote jajko.
- Kitty Kociłapka – współpracuje z Humpty'm. Dawni właściciele usunęli jej pazury, dzięki czemu teraz potrafi niepostrzeżenie i fenomenalnie kraść. Początkowo była przeciwko Kotu, o czym on nie wiedział, po czasie jednak pojawiła się między nimi iskra miłości. Fenomenalnie walczy i tańczy flamenco. Czasami nosi maskę na twarzy, przez co Kot uderzył ją w głowę gitarą, myląc z mężczyzną. Pod koniec filmu całuje się z Kotem.
- Jack i Jill – małżeństwo, którego wszyscy się boją. Zbrodniarze i kryminaliści. Są w posiadaniu magicznej fasoli, im również zależy na posiadani złotej gęsi. Po czasie okazuje się, że pracowali dla Humpty’ego. Zostają zmasakrowani przez gigantyczną gęś i pod koniec filmu znajdują się w ciężkim stanie w szpitalu.
- Imelda – właścicielka sierocińca w San Ricardo, wychowywała, m.in.: Kota i Humpty’ego.
- Złota gęś – mała gąska, która znosi złote jaja.
- Gigantyczna gęś – nazywana także "Bezimienną Grozą", matka złotej gęsi. Jest gigantyczna i ma złote sterówki.
- Raoul – klient w barze, do którego poszedł Kot. Ma pół brody, drugie pół Puszek zgolił mu mieczem. Zna historię o fasoli i gęsi. Ma tatuaż trzech fasolek na ramieniu, pnącza fasoli prowadzącego do zamku w chmurach na klatce piersiowej, złotej gęsi na plecach oraz złotych jaj na genitaliach. Po czasie okazuje się, że współpracował dla Humpty’ego. Prawdopodobnie zginął w czasie kąpieli, gdy gigantyczna gęś rzuciła wannę, w której on się znajdował, w powietrze.
- El Commandante – dowódca żołnierzy w San Ricardo. Kot uratował niegdyś jego matkę, ale ten mimo wszystko bardzo chce, aby ten trafił w końcu za kratki.

## Obsada
- Antonio Banderas – Kot
- Salma Hayek – Kitty
- Zach Galifianakis – Humpty Dumpty
- Walt Dohrn - narrator
- Zeus Mendoza - Rancher

### Wersja polska
- Wojciech Malajkat – Kot
- Izabella Bukowska – Kitty Kociłapka
- Przemysław Stippa – Humpty Aleksander Dumpty
- Agnieszka Matysiak – Jill
- Piotr Bąk – Jack
- Marzena Trybała – Imelda
- Grzegorz Pawlak – Commandante

## Produkcja
Kot w butach po raz pierwszy pojawił się w drugiej części Shreka. Po premierze trzeciej i czwartej części tej serii, dystrybutorzy uznali, że Kot również cieszy się wielką popularnością i jest na tyle ciekawą postacią, aby zrobić o nim oddzielny film. W 2010 roku Antonio Banderas oznajmił w wywiadzie, iż nagrał pierwsze kwestie do nowego filmu DreamWorks, Kot w butach.

## Kontynuacja
W 2022 roku pojawił się film Kot w butach: Ostatnie życzenie. Podczas gdy pierwszy film o Kocie w butach jest prequelem serii o Shreku, drugi jest jej kontynuacją.